# Duncan de Lennox
Donnchadh (Duncan) de Lennox († 24 mai 1425), fut mormaer (ou comte) de Lennox de 1385 à 1425. 

## Biographie
Donnchadh ( Duncan ) était le fils de Margaret, elle-même fille de Domhnall, comte de Lennox et de Walter de Faslane (gaélique écossais Baltar mac Amlaimh) un descendant d'Alwin 2e comte de Lennox .
À la mort de Domhnall, Margaret devint comtesse de Lennox. L'intention de Domhnall, au moment de marier sa fille, était de transmettre le comté à son petit-fils, mais Baltar souhaitait gouverner auparavant. On ignore comment les relations entre le père et le fils se détériorèrent, mais il semble que Donnchadh se soit impatienté de la tutelle paternelle. À l'été 1384, le roi Robert II signe deux chartes conférant officiellement le comté à Baltar. Toutefois, l'année suivante, Margaret renonça à ses droits en faveur de son fils aîné. En 1388, Baltar et Margaret reçurent le gouvernement du comté, le titre demeurant à Donnchadh, qui était confiné dans le château d'Inchmurrin, aux bords du Loch Lomond.
Durant le règne de son père Baltar, Donnchadh avait noué des liens avec ses voisins d'Argyll et épousé Eilidh (Héléna Campbell), la fille de Gille Easbaig Caimbeul. Celle-ci lui donna une fille, Isabella († 1458). Donnchadh eut également de nombreux bâtards. La comtesse Eilidh était apparemment la veuve du prince des Îles, et c'est probablement sa fille, et la belle-fille de Donnchadh, Aigneis des Îles, que Donnchadh donna en mariage à Sir John Montgomerie, laird d'Ardrossan, héros d'une guerre récente, à l'époque des difficultés de Donnchad, dans les années 1380-1390, afin de gagner un allié dans le voisinage méridional.
Donnchadh se rapprocha du régent Robert Stuart, bâtard du roi Robert II et régent du royaume d'Écosse. En 1392, les deux hommes se rencontrèrent à Inchmurrin. Donnchadh accepta de donner la main de sa fille Isabelle au fils de Robert, Murdoch Stuart, si celui-ci le confirmait dans son comté. Par ailleurs, Donnchadh étant sans héritier mâle, le comté devait passer, à sa mort, entre les mains des Stuart d'Albany.
Cet accord fit entrer Donnchadh dans la parentèle du duc d'Albany, qui contrôlait la plus grande partie du royaume, et lui permit de défier l'autorité de la Couronne. À la mort de Robert Stuart, Donnchadh décida que le fils cadet de Murdoch, Walter, deviendrait son héritier.
Cette alliance avec les Stuart d'Albany devait finalement causer sa chute. En 1425, les hommes de Lennox se révoltèrent contre le roi Jacques Ier, qui décida d’en finir avec les Stuart d'Albany et leurs alliés. Donnchadh fut arrêté avec Walter, jugé, déclaré complice des Albany et décapité le 24 mai 1425.
Il était le dernier souverain mâle de sa lignée.

## Union et postérité
Avant la disparition de ses parents, Donnchadh nouent une alliance avec ses voisins d'Argyll et épouse Hélène, la fille d'Archibald Campbell de Lochawe, qui était la veuve de John des Isles, le fils prédécédé de Jean Ier MacDonald d'Islay. qui lui donne
- Isabelle, Comtesse de Lennox épouse de Murdoch Stuart duc d'Albany et comte de Fife
- Elizabeth épouse de John Stuart de Darnley, seigneur d'Aubigny, Concressault et Comte d'Évreux.

Le comte Donald/Donnchadh est par ailleurs le père de quatre fils illégitimes:
- Malcolm
- Thomas
- Donald
- William